# Procerosaurus

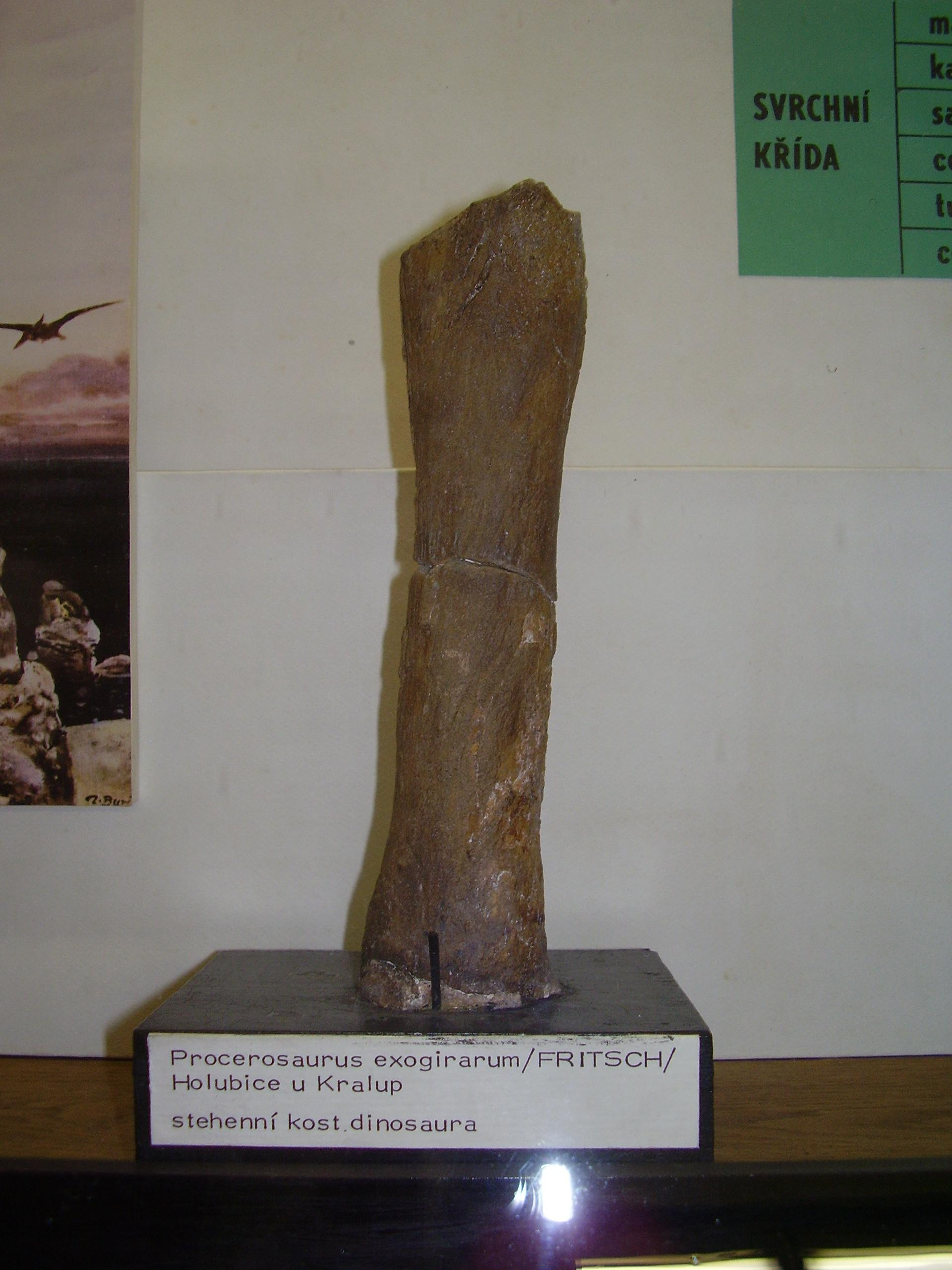
Fosilie druhu Procerosaurus exogyrarum (expozice Národního muzea, prosinec 2007).

Procerosaurus je rodové jméno nedinosauřího plaza, který použil německý paleontolog Friedrich von Huene v roce 1902 jako mladší synonymum pro rod archaického plaza rodu Tanystropheus.

## Možný nález v Česku
Český přírodovědec Antonín Frič v roce 1905 tento název použil pro fosilii objevenou roku 1878, který považoval za pozůstatek kostry dinosaura (P. exogyrarum nebo také Iguanodon ? exogirarum). Kost pochází z období pozdní křídy (věk cenoman) České republiky (Holubice u Kralup nad Vltavou). V roce 2000 pro tento taxon zvolil jméno Ponerosteus Američan George Olshevsky.
Podobný objev učinil geolog Jan Jiljí Jahn v roce 1893 u Srnojed nedaleko Pardubic a Frič fosilii v roce 1905 popsal, dle svého mínění coby nového dinosaura, jemuž dal vědecký název Albisaurus. Zřejmě však o dinosaura nešlo. Skutečně první prokazatelné fosilní kosti dinosaurů na českém území tak byly objeveny až v roce 2003.
V červnu roku 2011 však pracovníci Národního muzea oznámili, že mikroskopický výzkum struktury fosilie potvrdil, že by se opravdu mohlo jednat o kost dinosaura.